# National Film Award/Bester Film in Tamilisch
Die Gewinner des National Film Award der Kategorie Bester Film in Tamilisch (Best Feature Film in Tamil) waren:
| Jahr | Film                  | Regisseur                | Produzent                   |
| ---- | --------------------- | ------------------------ | --------------------------- |
| 1969 | Iru Kodukal           | K. Balachander           |                             |
| 1973 | Dikkatra Parvathi     | Singeetham Srinivasa Rao |                             |
| 1975 | Apoorva Ragangal      | K. Balachander           | Kalakendra Films            |
| 1979 | Pasi                  | Durai                    | Sunitha Cine Arts           |
| 1981 | Thanneer Thanneer     | K. Balachander           | Kalakendra Movies           |
| 1982 | Ezhavathu Manithan    | K. Hariharan             | Palai N. Shanmugham         |
| 1984 | Achamillai Achamillai | K. Balachander           | Kavithalaya Prod.           |
| 1985 | Muthal Mariyathai     | Bharathiraja             | Manoj Creations             |
| 1986 | Mouna Ragam           | Mani Ratnam              | G. Venkateswaran            |
| 1989 | Pudhiya Pathai        | R. Parthiban             |                             |
| 1990 | Anjali                | Mani Ratnam              | G. Venkateswaran            |
| 1991 | Vanna Vanna Pookkal   | Balu Mahendra            |                             |
| 1992 | Thevar Magan          | B. G. Bharathan          | Kamalahasan                 |
| 1993 | Mahanadi              | Santhana Bharathi        | S. A. Rajkanna              |
| 1994 | Karuththamma          | Bharathiraja             | Vetrivel Art Creations      |
| 1995 | Anthimantharai        | Bharathiraja             |                             |
| 1996 | Kadhal Kottai         | Agaththian               |                             |
| 1997 | The Terrorist         | Santosh Sivan            |                             |
| 1998 | Housefull             | R. Parthiban             |                             |
| 1999 | Sethu                 | Bala                     |                             |
| 2000 | Bharati               | Gnana Rajasekaran        |                             |
| 2001 | Ooruku Nooruper       | B. Lenin                 |                             |
| 2002 | Kannathil Muthamittal | Mani Ratnam              |                             |
| 2003 | Iyarkai               | S. P. Jananathan         | V. R. Kumar                 |
| 2004 | Navarasa              | Santosh Sivan            | Sunil Doshi                 |
| 2005 | Aadum Kothu           | T. V. Chandran           | Light & Shadow Movie Makers |
| 2006 | Veyil                 | G. Vasanta Balan         | S. Shankar                  |
| 2007 | Periyar               | Gnana Rajasekaran        | M/s Liberty Creations       |
| 2008 | Veranam Airam         | Gautham Vasudeva Menon   | V. Ravichandran             |

Derzeit erhalten Produzent und Regisseur des Gewinnerfilms je einen Rajat Kamal und ein Preisgeld von 100.000 Rupien.